# Liste der Baudenkmäler im Stadtbezirk Herne-Mitte
Die Liste der Baudenkmäler im Stadtbezirk Herne-Mitte enthält die denkmalgeschützten Bauwerke auf dem Gebiet des Stadtbezirks Herne-Mitte in Nordrhein-Westfalen (Stand: 14.07.2016). Diese Baudenkmäler sind in der Denkmalliste der Stadt Herne eingetragen; Grundlage für die Aufnahme ist das Denkmalschutzgesetz Nordrhein-Westfalen (DSchG NRW).

Der Stadtbezirk Herne-Mitte umfasst die Ortsteile Baukau-Ost, Herne-Mitte, Herne-Süd und Holsterhausen.

## Bestehende Baudenkmäler
Denkmäler nach Straßen geordnet: A | B | D | E | F | H | K | M | N | P | R | S | V | W 
| Bild | Bezeichnung                                                                                               | Lage                                                                                               | Beschreibung | Bauzeit   | Eingetragen seit                    | Denkmal- nummer |
| --- | --- | -------------------------------------------------------------------------------------------------- | --- | --------- | ----------------------------------- | --------------- |
| Wohnhaus                                                                                                  | Wohnhaus                                                                                                  | Herne-Mitte Altenhöfener Straße 18 Karte                                                           | |           | 10.01.2005                          | 680             |
| Wohnhaus                                                                                                  | Wohnhaus                                                                                                  | Herne-Mitte Altenhöfener Straße 24 Karte                                                           | | 1913      | 06.12.2004                          | 679             |
| weitere Bilder                                                                                            | kath. Herz-Jesu Kirche                                                                                    | Herne-Mitte Altenhöfener Straße 33 / Düngelstraße Karte                                            | |           | 06.03.1991                          | 202             |
| Gesamtanlage der Gemeinschaftsgrabstätte für die Unglücksopfer auf der Zeche Friedrich der Große von 1918 | Gesamtanlage der Gemeinschaftsgrabstätte für die Unglücksopfer auf der Zeche Friedrich der Große von 1918 | Herne-Mitte Am Trimmbuschhof (Horsthauser Friedhof)                                                | |           | 13.02.1992                          | 292             |
| Bahnhof Herne, Empfangsgebäude                                                                            | Bahnhof Herne, Empfangsgebäude                                                                            | Baukau-Ost Bahnhofsplatz 1 Karte                                                                   | |           | 07.03.2000                          | 643             |
| ev. Kreuzkirche                                                                                           | ev. Kreuzkirche                                                                                           | Herne-Mitte Bahnhofstraße 8 Karte                                                                  | |           | 04.03.1988                          | 28              |
| Kirchturm der Bonifatiuskirche                                                                            | Kirchturm der Bonifatiuskirche                                                                            | Herne-Mitte Bahnhofstraße 38 Karte                                                                 | |           | 02.02.1993                          | 345             |
| Wohn- und Geschäftshaus                                                                                   | Wohn- und Geschäftshaus                                                                                   | Herne-Mitte Bahnhofstraße 45 Karte                                                                 | | um 1890   | 23.06.1988                          | 56              |
| Karstadt Warenhaus                                                                                        | Karstadt Warenhaus                                                                                        | Herne-Mitte Bahnhofstraße 65–71 / von-der-Heydt-Straße Karte                                       | ehemals Karstadt, Hertie teilweise genutzt 2012                                                                    |           | 06.04.1995                          | 589             |
| Hansa-Haus                                                                                                | Hansa-Haus                                                                                                | Herne-Mitte Bebelstraße 12–16 / Neustraße 19–21 Karte                                              | Architekt: Karl Veuhoff Erdgeschoss: Geschäftsräume, um 1930 Möbel-Lindemann                                       | 1927/28   | 13.01.1992                          | 237             |
| Wohn- und Geschäftshaus                                                                                   | Wohn- und Geschäftshaus                                                                                   | Herne-Mitte Bebelstraße 18 Karte                                                                   | |           | 13.01.1992                          | 236             |
| Wohn- und Bürohaus                                                                                        | Wohn- und Bürohaus                                                                                        | Herne-Mitte Bebelstraße 22 / Freiligrathstraße Karte                                               | |           | 12.09.2006                          | 690             |
| Wohn- und Bürohaus                                                                                        | Wohn- und Bürohaus                                                                                        | Herne-Mitte Bebelstraße 24 Karte                                                                   | |           | 28.11.2006                          | 696             |
| Grabstätten auf dem ehem. Friedhof Bergelmanns Hof                                                        | Grabstätten auf dem ehem. Friedhof Bergelmanns Hof                                                        | Herne-Mitte Bergelmanns Hof                                                                        | Grabstätten |           | 08.02.2001                          | 648             |
| Hafthaus Herne, Hofseite                                                                                  | Hafthaus Herne, Hofseite                                                                                  | Herne-Mitte Bergelmanns Hof 10                                                                     | Gefängnis in Herne-Mitte                                                                                           |           | 12.06.1991                          | 205             |
| Wohngebäude                                                                                               | Wohngebäude                                                                                               | Baukau-Ost Bismarckstraße 26 Karte                                                                 | |           | 15.11.1988                          | 71              |
| Wohngebäude                                                                                               | Wohngebäude                                                                                               | Baukau-Ost Bismarckstraße 28 Karte                                                                 | |           | 15.11.1988                          | 72              |
| Wohngebäude                                                                                               | Wohngebäude                                                                                               | Baukau-Ost Bismarckstraße 30 Karte                                                                 | |           | 15.11.1988                          | 73              |
| Kath. Pfarrkirche St. Marien                                                                              | Kath. Pfarrkirche St. Marien                                                                              | Baukau-Ost Bismarckstraße 72 Karte                                                                 | |           | 03.03.1988                          | 27              |
| kath. Gemeinde St. Marien und Vikarie (siehe hierzu auch Denkmalnummer 27)                                | kath. Gemeinde St. Marien und Vikarie (siehe hierzu auch Denkmalnummer 27)                                | Baukau-Ost Bismarckstraße 72 a Karte                                                               | |           | 05.03.1996                          | 620             |
| kath. Gemeinde St. Marien und Vikarie (siehe hierzu auch Denkmalnummer 27)                                | kath. Gemeinde St. Marien und Vikarie (siehe hierzu auch Denkmalnummer 27)                                | Baukau-Ost Bismarckstraße 74 a Karte                                                               | |           | 05.03.1996                          | 620             |
| Wohn- und Geschäftshaus                                                                                   | Wohn- und Geschäftshaus                                                                                   | Baukau-Ost Bismarckstraße 83 Karte                                                                 | |           | 12.02.1996                          | 618             |
| Wohn- und Geschäftshaus                                                                                   | Wohn- und Geschäftshaus                                                                                   | Baukau-Ost Bismarckstraße 90 / Kaiserstraße Karte                                                  | |           | 22.02.1999                          | 636             |
| weitere Bilder                                                                                            | ev. Kirche Baukau                                                                                         | Baukau-Ost Bismarckstraße 98 Karte                                                                 | |           | 04.03.1988                          | 29              |
| Pfarrhaus                                                                                                 | Pfarrhaus                                                                                                 | Baukau-Ost Bismarckstraße 98 Karte                                                                 | |           | 15.11.1988                          | 68              |
| Wohn- und Geschäftshaus                                                                                   | Wohn- und Geschäftshaus                                                                                   | Herne-Mitte Bochumer Straße 27 Karte                                                               | |           | 04.03.2005                          | 683             |
| Wohnhaus                                                                                                  | Wohnhaus                                                                                                  | Herne-Mitte Bochumer Straße 32 Karte                                                               | |           | 13.01.2005                          | 681             |
| Wohn- und Geschäftshaus                                                                                   | Wohn- und Geschäftshaus                                                                                   | Herne-Mitte Bochumer Straße 40 Karte                                                               | |           | 04.03.2005                          | 684             |
| Wohnhaus                                                                                                  | Wohnhaus                                                                                                  | Herne-Mitte Bochumer Straße 43 Karte                                                               | |           | 04.03.2005                          | 685             |
| Villa | Villa | Herne-Mitte Bochumer Straße 48 Karte                                                               | |           | 08.10.1985                          | 8               |
| Villa | Villa | Herne-Mitte Bochumer Straße 50 Karte                                                               | Neorenaissance-Stil Architekt: Peter Otzen                                                                         | 1897      | 10.10.1985                          | 11              |
| Villa | Villa | Herne-Mitte Bochumer Straße 52 Karte                                                               | Neorenaissance-Stil Architekten: Jörn Rasmusson und Luschmann 1986 saniert nach Planung des Architekten Heinemann. | 1898      | 03.03.1986                          | 21              |
| Wohn- und Geschäftshaus                                                                                   | Wohn- und Geschäftshaus                                                                                   | Herne-Mitte Bochumer Straße 71 / Kurfürstenstraße Karte                                            | |           | 12.01.1999                          | 632             |
| Wohnhaus                                                                                                  | Wohnhaus                                                                                                  | Herne-Mitte Breddestraße 9 Karte                                                                   | |           | 11.11.2003                          | 672             |
| weitere Bilder                                                                                            | ehem. Betsaal                                                                                             | Herne-Mitte Düngelstraße 81 Karte                                                                  | ehemaliges evgl. Lutherisches Gebetshaus                                                                           |           | 08.11.2010                          | 713             |
| weitere Bilder                                                                                            | ehem. Waschanstalt                                                                                        | Baukau-Ost Eschstraße 18/20 Karte                                                                  | |           | 12.02.1996                          | 617             |
| Villa | Villa | Baukau-Ost Eschstraße 18 a Karte                                                                   | |           | 29.11.2010                          | 714             |
| Wohn- und Geschäftsgebäude                                                                                | Wohn- und Geschäftsgebäude                                                                                | Herne-Süd Flottmannstraße 92 Karte                                                                 | |           | 13.02.1996                          | 619             |
| ehem. Werkshallen der Firma Flottmann                                                                     | ehem. Werkshallen der Firma Flottmann                                                                     | Herne-Süd Flottmannstraße 94 Karte                                                                 | zu Kulturzwecken genutzt                                                                                           |           | 20.02.1984                          | 2               |
| weitere Bilder                                                                                            | ehemaliges Verwaltungsgebäude der Firma Flottmann                                                         | Herne-Süd Flottmannstraße 94 a-c Karte                                                             | |           | 08.10.1985                          | 9               |
| Wohngebäude                                                                                               | Wohngebäude                                                                                               | Baukau-Ost Forellstraße 16 Karte                                                                   | |           | 23.06.1988                          | 57              |
| weitere Bilder                                                                                            | Wohnblockbebauung                                                                                         | Herne-Mitte Freiligrathstraße 5 Karte                                                              | s. a. auch Poststraße 1 bis 7                                                                                      |           | 15.03.2004                          | 676             |
| weitere Bilder                                                                                            | Wohnhaus                                                                                                  | Herne-Mitte Freiligrathstraße 10 Karte                                                             | |           | 12.09.2006                          | 691             |
| Amtsgericht (Zellentrakt s. Denkmalnummer 205)                                                            | Amtsgericht (Zellentrakt s. Denkmalnummer 205)                                                            | Herne-Mitte Friedrich-Ebert-Platz 1 Karte                                                          | |           | 26.08.1985                          | 7               |
| Rathaus Herne                                                                                             | Rathaus Herne                                                                                             | Herne-Mitte Friedrich-Ebert-Platz 2 Karte                                                          | | 1912      | 09.12.1985                          | 17              |
| Polizeidienstgebäude                                                                                      | Polizeidienstgebäude                                                                                      | Herne-Mitte Friedrich-Ebert-Platz 3 Karte                                                          | (das linke Gebäude im Bild)                                                                                        |           | 21.11.1986                          | 23              |
| städtisches Verwaltungsgebäude                                                                            | städtisches Verwaltungsgebäude                                                                            | Herne-Mitte Friedrich-Ebert-Platz 5 Karte                                                          | ehemals Sitz der Herner Sparkasse                                                                                  |           | 15.11.1988                          | 69              |
| Wohngebäude                                                                                               | Wohngebäude                                                                                               | Herne-Mitte Harannistraße 4 Karte                                                                  | |           | 15.11.1988                          | 74              |
| Wohnhaus                                                                                                  | Wohnhaus                                                                                                  | Herne-Mitte Harannistraße 19 Karte                                                                 | |           | 15.03.2004                          | 678             |
| Wohn- und Geschäftsgebäude                                                                                | Wohn- und Geschäftsgebäude                                                                                | Herne-Mitte Heinrichstraße 5 Karte                                                                 | |           | 07.06.1995                          | 596             |
| Wohngebäude                                                                                               | Wohngebäude                                                                                               | Herne-Mitte Heinrichstraße 15 Karte                                                                | |           | 23.06.1988                          | 64              |
| Villa | Villa | Herne-Mitte Heinrichstraße 21 Karte                                                                | |           | 12.01.1999                          | 633             |
| Wohnhaus                                                                                                  | Wohnhaus                                                                                                  | Herne-Mitte Heinrichstraße 23 Karte                                                                | |           | 16.10.2013                          | 717             |
| weitere Bilder                                                                                            | Wohngebäude                                                                                               | Herne-Mitte Hermann-Löns-Straße 23 Karte                                                           | |           | 23.06.1988                          | 62              |
| weitere Bilder                                                                                            | Wohnhaus                                                                                                  | Herne-Mitte Hermann-Löns-Straße 29 Karte                                                           | (linkes Gebäudeteil)                                                                                               |           | 04.09.2003                          | 666             |
| weitere Bilder                                                                                            | Wohnhaus                                                                                                  | Herne-Mitte Hermann-Löns-Straße 29 a Karte                                                         | (rechtes Gebäudeteil)                                                                                              |           | 04.09.2003                          | 667             |
| weitere Bilder                                                                                            | Wohnhaus                                                                                                  | Herne-Mitte Hermann-Löns-Straße 31 Karte                                                           | |           | 04.09.2003                          | 668             |
| Wohnhaus                                                                                                  | Wohnhaus                                                                                                  | Herne-Mitte Hermann-Löns-Straße 31 a Karte                                                         | (mittleres Gebäude)                                                                                                |           | 04.09.2003                          | 669             |
| Wohnhaus                                                                                                  | Wohnhaus                                                                                                  | Herne-Mitte Hermann-Löns-Straße 33 Karte                                                           | (rechtes Gebäude)                                                                                                  |           | 04.09.2003                          | 670             |
| weitere Bilder                                                                                            | Wohnhaus                                                                                                  | Herne-Mitte Hermann-Löns-Straße 35 Karte                                                           | |           | 09.07.2003                          | 664             |
| ehem. Gesellschaftshaus der Freimaurerloge „Eiche auf roter Erde“                                         | ehem. Gesellschaftshaus der Freimaurerloge „Eiche auf roter Erde“                                         | Herne-Mitte Hermann-Löns-Straße 46 Karte                                                           | |           | 09.07.2003                          | 665             |
| weitere Bilder                                                                                            | Wohnhaus                                                                                                  | Herne-Mitte Hermann-Löns-Straße 47 / Heinrichstraße Karte                                          | |           | 10.12.1990                          | 154             |
| ehem. Direktorenvilla des Heranni-Gymnasiums                                                              | ehem. Direktorenvilla des Heranni-Gymnasiums                                                              | Herne-Mitte Hermann-Löns-Straße 56 Karte                                                           | |           | 02.02.1993                          | 341             |
| Wohnhaus                                                                                                  | Wohnhaus                                                                                                  | Herne-Mitte Hermann-Löns-Straße 64 Karte                                                           | |           | 04.03.2005                          | 686             |
| Fachwerkhaus                                                                                              | Fachwerkhaus                                                                                              | Herne-Sodingen Hölkeskampring 162 Karte                                                            | |           | 30.01.2015                          | 719             |
| weitere Bilder                                                                                            | Wohnhaus                                                                                                  | Holsterhausen Holsterhauser Straße 78 Karte                                                        | |           | 18.03.1997                          | 630             |
| Gasometer                                                                                                 | Gasometer                                                                                                 | Holsterhausen Holsterhauser Straße 160 Karte                                                       | Ursprünglich als Kokereigasbehälter gebaut, diente er ab 1960 zur Lagerung von Stickstoff                          | 1927      | 30.05.1990                          | 152             |
| Jüdischer Friedhof                                                                                        | Jüdischer Friedhof                                                                                        | Baukau-Ost Hoverskamp Karte                                                                        | nicht zugänglich                                                                                                   |           | 09.06.2008                          | 704             |
| Wohnhaus                                                                                                  | Wohnhaus                                                                                                  | Baukau-Ost Kaiserstraße 5 Karte                                                                    | |           | 13.09.2006                          | 692             |
| Wohngebäude                                                                                               | Wohngebäude                                                                                               | Baukau-Ost Kaiserstraße 6 Karte                                                                    | |           | 06.04.1995                          | 590             |
| Wohngebäude                                                                                               | Wohngebäude                                                                                               | Baukau-Ost Kaiserstraße 8 Karte                                                                    | |           | 27.04.1994                          | 576             |
| Wohngebäude                                                                                               | Wohngebäude                                                                                               | Baukau-Ost Kaiserstraße 10 Karte                                                                   | |           | 11.08.1989                          | 96              |
| Wohngebäude                                                                                               | Wohngebäude                                                                                               | Baukau-Ost Kaiserstraße 36 Karte                                                                   | |           | 11.08.1989                          | 93              |
| Villa | Villa | Baukau-Ost Karl-Brandt-Weg 2 Karte                                                                 | beherbergt die Städtische Galerie im Schlosspark Strünkede                                                         | 1896      | 19.06.1986                          | 22              |
| Schloss Strünkede                                                                                         | Schloss Strünkede                                                                                         | Baukau-Ost Karl-Brandt-Weg 5 Karte                                                                 | beherbergt das Emschertal-Museum                                                                                   |           | 19.06.1986                          | 22              |
| 22 Grabsteine                                                                                             | 22 Grabsteine                                                                                             | Herne-Mitte Kirchhofstraße (Behrenspark) ehem. Friedhof der ev. Gemeinde Karte                     | Grabsteinensemble                                                                                                  |           | 27.09.2002                          | 657             |
| Verwaltungsgebäude, leerstehend                                                                           | Verwaltungsgebäude, leerstehend                                                                           | Herne-Mitte Markgrafenstraße 8 Karte                                                               | |           | 15.11.1988                          | 70              |
| Wohn- und Geschäftshaus                                                                                   | Wohn- und Geschäftshaus                                                                                   | Herne-Mitte Mont-Cenis-Straße 7 / Schulstraße 11 Karte                                             | |           | 12.01.1999                          | 634             |
| Wohn- und Geschäftshausgruppe                                                                             | Wohn- und Geschäftshausgruppe                                                                             | Herne-Mitte Neustraße 24 Karte                                                                     | s. a. Poststraße 11 und 13                                                                                         |           | 14.03.2002                          | 650             |
| weitere Bilder                                                                                            | Wohnblockbebauung                                                                                         | Herne-Mitte Neustraße 29 Karte                                                                     | s. a. Poststraße 4 und 6                                                                                           |           | 07.11.2003                          | 671             |
| Wohn- und Geschäftshaus                                                                                   | Wohn- und Geschäftshaus                                                                                   | Herne-Mitte Neustraße 73 / Brunnenstraße Karte                                                     | |           | 15.11.1988                          | 75              |
| Wohnblockbebauung                                                                                         | Wohnblockbebauung                                                                                         | Herne-Mitte Poststraße 1 Karte                                                                     | s. a. Freiligrathstraße 5 und Poststraße 3 bis 7                                                                   |           | 15.03.2004                          | 676             |
| Wohnblockbebauung                                                                                         | Wohnblockbebauung                                                                                         | Herne-Mitte Poststraße 3 Karte                                                                     | s. a. Freiligrathstraße 5 und Poststraße 1, 5 und 7                                                                |           | 15.03.2004                          | 676             |
| Wohnblockbebauung                                                                                         | Wohnblockbebauung                                                                                         | Herne-Mitte Poststraße 4 Karte                                                                     | s. a. Poststraße 4 und Neustraße 29                                                                                |           | 07.11.2003                          | 671             |
| Wohnblockbebauung                                                                                         | Wohnblockbebauung                                                                                         | Herne-Mitte Poststraße 5 Karte                                                                     | s. a. Freiligrathstraße 5 und Poststraße 1, 3 und 7                                                                |           | 15.03.2004                          | 676             |
| Wohnblockbebauung                                                                                         | Wohnblockbebauung                                                                                         | Herne-Mitte Poststraße 6 Karte                                                                     | s. a. Poststraße 4 und Neustraße 29                                                                                |           | 07.11.2003                          | 671             |
| Wohnblockbebauung                                                                                         | Wohnblockbebauung                                                                                         | Herne-Mitte Poststraße 7 Karte                                                                     | s. a. Freiligrathstraße 5 und Poststraße 1 bis 5                                                                   |           | 15.03.2004                          | 676             |
| weitere Bilder                                                                                            | Wohn- und Geschäftshausgruppe                                                                             | Herne-Mitte Poststraße 11 Karte                                                                    | s. a. Poststraße 13 und Neustraße 24                                                                               |           | 14.03.2002                          | 650             |
| weitere Bilder                                                                                            | Wohn- und Geschäftshausgruppe                                                                             | Herne-Mitte Poststraße 13 Karte                                                                    | s. a. Poststraße 11 und Neustraße 24                                                                               |           | 14.03.2002                          | 650             |
| weitere Bilder                                                                                            | Wohnhaus                                                                                                  | Herne-Mitte Poststraße 19                                                                          | |           | 15.03.2004                          | 677             |
| ehem. Gerberei                                                                                            | ehem. Gerberei                                                                                            | Baukau-Ost Robert-Grabski-Str. 32 Karte                                                            | |           | 23.06.1988                          | 63              |
| Hochbunker, System Winkel                                                                                 | Hochbunker, System Winkel                                                                                 | Baukau-Ost Roonstraße 14 Karte                                                                     | Luftschutzbunker für ca. 400 Personen                                                                              | 1940      | 16.03.2009                          | 708             |
| Villa | Villa | Herne-Mitte Schaeferstraße 7 Karte                                                                 | Renovierte Villa                                                                                                   |           | 23.02.1999                          | 637             |
| weitere Bilder                                                                                            | Villa | Herne-Mitte Schaeferstraße 8 Karte                                                                 | |           | 07.06.1995                          | 595             |
| Halbvilla                                                                                                 | Halbvilla                                                                                                 | Herne-Mitte Schaeferstraße 13 Karte                                                                | |           | 11.10.2002                          | 658             |
| Halbvilla                                                                                                 | Halbvilla                                                                                                 | Herne-Mitte Schaeferstraße 15 Karte                                                                | |           | 11.10.2002                          | 659             |
| Halbvilla                                                                                                 | Halbvilla                                                                                                 | Herne-Mitte Schaeferstraße 17 Karte                                                                | |           | 25.07.2002                          | 654             |
| Wohnhaus                                                                                                  | Wohnhaus                                                                                                  | Herne-Mitte Schaeferstraße 19 / Hermann-Löns-Straße Karte                                          | |           | 27.09.2002                          | 655             |
| Villa | Villa | Herne-Mitte Schaeferstraße 22 Karte                                                                | |           | 27.09.2002                          | 656             |
| Villa | Villa | Herne-Mitte Schaeferstraße 24 Karte                                                                | |           | 11.10.2002                          | 660             |
| weitere Bilder                                                                                            | Villa | Herne-Mitte Schaeferstraße 67 Karte                                                                | |           | 09.07.2003                          | 662             |
| weitere Bilder                                                                                            | Halbvilla                                                                                                 | Herne-Mitte Schaeferstraße 78 Karte                                                                | |           | 09.07.2003                          | 663             |
| weitere Bilder                                                                                            | Halbvilla                                                                                                 | Herne-Mitte Schaeferstraße 94 Karte                                                                | |           | 23.06.1988                          | 65              |
| Wohngebäude                                                                                               | Wohngebäude                                                                                               | Herne-Mitte Schulstraße 22 Karte                                                                   | |           | 15.11.1988                          | 76              |
| Wohn- und Geschäftsgebäude                                                                                | Wohn- und Geschäftsgebäude                                                                                | Herne-Mitte Schulstraße 50 Karte                                                                   | |           | 23.06.1988                          | 59              |
| ehem. Direktorenvilla Mulvany-Villa                                                                       | ehem. Direktorenvilla Mulvany-Villa                                                                       | Herne-Mitte Shamrockring 3 Karte                                                                   | nicht unmittelbar zugänglich, Gastronomische Nutzung                                                               |           | 14.07.2008                          | 705             |
| weitere Bilder                                                                                            | ehem. Verwaltungsgebäude der Zeche Shamrock                                                               | Herne-Mitte Shamrockstraße 88 Karte                                                                | nicht unmittelbar zugänglich                                                                                       |           | 18.03.1997                          | 631             |
| Wohngebäude                                                                                               | Wohngebäude                                                                                               | Herne-Mitte Shamrockstraße 121 Karte                                                               | |           | 23.06.1988                          | 58              |
| Wohnhaus                                                                                                  | Wohnhaus                                                                                                  | Herne-Mitte Siepenstraße 16 Karte                                                                  | |           | 25.09.2006                          | 693             |
| Wohnhaus                                                                                                  | Wohnhaus                                                                                                  | Herne-Mitte Siepenstraße 18 Karte                                                                  | |           | 13.10.2006                          | 694             |
| Wohnhaus                                                                                                  | Wohnhaus                                                                                                  | Herne-Mitte Siepenstraße 19 Karte                                                                  | |           | 08.09.2006                          | 689             |
| weitere Bilder                                                                                            | Wohnblock                                                                                                 | Herne-Mitte Steinmetzstraße 4–12; Goebenstraße 2–14; Bismarckstraße 1; Bahnhofstraße 141–145 Karte | | 1922–1924 | 19.10.2006                          | 695             |
| weitere Bilder                                                                                            | Wohn- und Geschäftshaus                                                                                   | Herne-Mitte Viktor-Reuter-Straße 18 / Schulstraße Karte                                            | Dreieinhalbgeschossiger Eckbau im Jugendstil.                                                                      | 1906      | 23.06.1988                          | 60              |
| weitere Bilder                                                                                            | Wohn- und Geschäftshaus                                                                                   | Herne-Mitte Vinckestraße 12 Karte                                                                  | |           | 11.11.2003                          | 673             |
| Wohngebäude                                                                                               | Wohngebäude                                                                                               | Herne-Mitte Vinckestraße 18 Karte                                                                  | |           | 15.11.1988                          | 78              |
| Wohngebäude                                                                                               | Wohngebäude                                                                                               | Herne-Mitte Vinckestraße 19 Karte                                                                  | |           | 23.06.1988                          | 61              |
| Wohngebäude                                                                                               | Wohngebäude                                                                                               | Herne-Mitte Vinckestraße 20 Karte                                                                  | |           | 15.11.1988 Bescheid 1989 aufgehoben | 67              |
| weitere Bilder                                                                                            | Wohngebäude                                                                                               | Herne-Mitte Vinckestraße 21 Karte                                                                  | |           | 15.11.1988                          | 79              |
| Wohngebäude                                                                                               | Wohngebäude                                                                                               | Herne-Mitte Vinckestraße 23 Karte                                                                  | |           | 15.11.1988                          | 80              |
| Wohngebäude                                                                                               | Wohngebäude                                                                                               | Herne-Mitte Vinckestraße 25 Karte                                                                  | |           | 15.11.1988                          | 82              |
| weitere Bilder                                                                                            | Wohnhaus                                                                                                  | Herne-Mitte Vinckestraße 26 Karte                                                                  | |           | 16.03.2009                          | 707             |
| Wohnhaus                                                                                                  | Wohnhaus                                                                                                  | Herne-Mitte Vinckestraße 27 Karte                                                                  | |           | 11.11.2003                          | 674             |
| Wohngebäude                                                                                               | Wohngebäude                                                                                               | Herne-Mitte Vinckestraße 28 Karte                                                                  | |           | 15.11.1988                          | 83              |
| weitere Bilder                                                                                            | Wohngebäude                                                                                               | Herne-Mitte Vinckestraße 29 / Ecke Baumstraße Karte                                                | |           | 15.11.1988                          | 84              |
| Kaufmännische Berufsschulen                                                                               | Kaufmännische Berufsschulen                                                                               | Baukau-Ost Westring 201–213 Karte                                                                  | |           | 08.07.2002                          | 652             |
| weitere Bilder                                                                                            | Mehrfamilienhausgruppe                                                                                    | Herne-Mitte Westring 216–228, Bismarckstraße 3–17, Goebenstraße 3–9 Karte                          | |           | 11.08.1989                          | 94              |

## Abgegangene Baudenkmäler
| Bild                  | Bezeichnung           | Lage                                        | Beschreibung                                              | Bauzeit | Eingetragen seit | Denkmal- nummer |
| --------------------- | --------------------- | ------------------------------------------- | --------------------------------------------------------- | ------- | ---------------- | --------------- |
| ehem. Amtshaus Baukau | ehem. Amtshaus Baukau | Baukau-Ost Bismarckstraße 12 und 14 a Karte | Die Gebäude wurden wegen Baufälligkeit um 1998 abgerissen |         | 29.12.1989       | 99              |